# Paul Roeder (Komponist)
Paul Roeder (* 10. Juni 1901 in Hellertshausen; † 28. Februar 1962 in Berlin-Friedenau) war ein deutscher Komponist und Arrangeur.

## Leben
Roeder verbrachte seine Jugendjahre in Scheidt/Saar, wo sein Vater lange Jahre als Lehrer, Schulleiter, Organist und Chorleiter tätig war. Nach dem Abitur studierte er in Heidelberg und Berlin. Während eines zeitweiligen Wohnsitzes in Neustadt an der Weinstraße entstanden die Operette „Tanja“ und das Singspiel „Gänsegret“ (Uraufführung 13. Juni 1936 am Stadttheater Saarbrücken), das die Geschichte der Reichsgräfin Catharina von Ottweiler, Herzogin von Dillingen und zweite Gemahlin des Fürsten Ludwig von Nassau-Saarbrücken schildert. Ortsbezogen entstanden noch Vertonungen Lothringer Volkslieder, ein Festspiel zu Einweihung des Deutschen Weintores und weitere Werke.

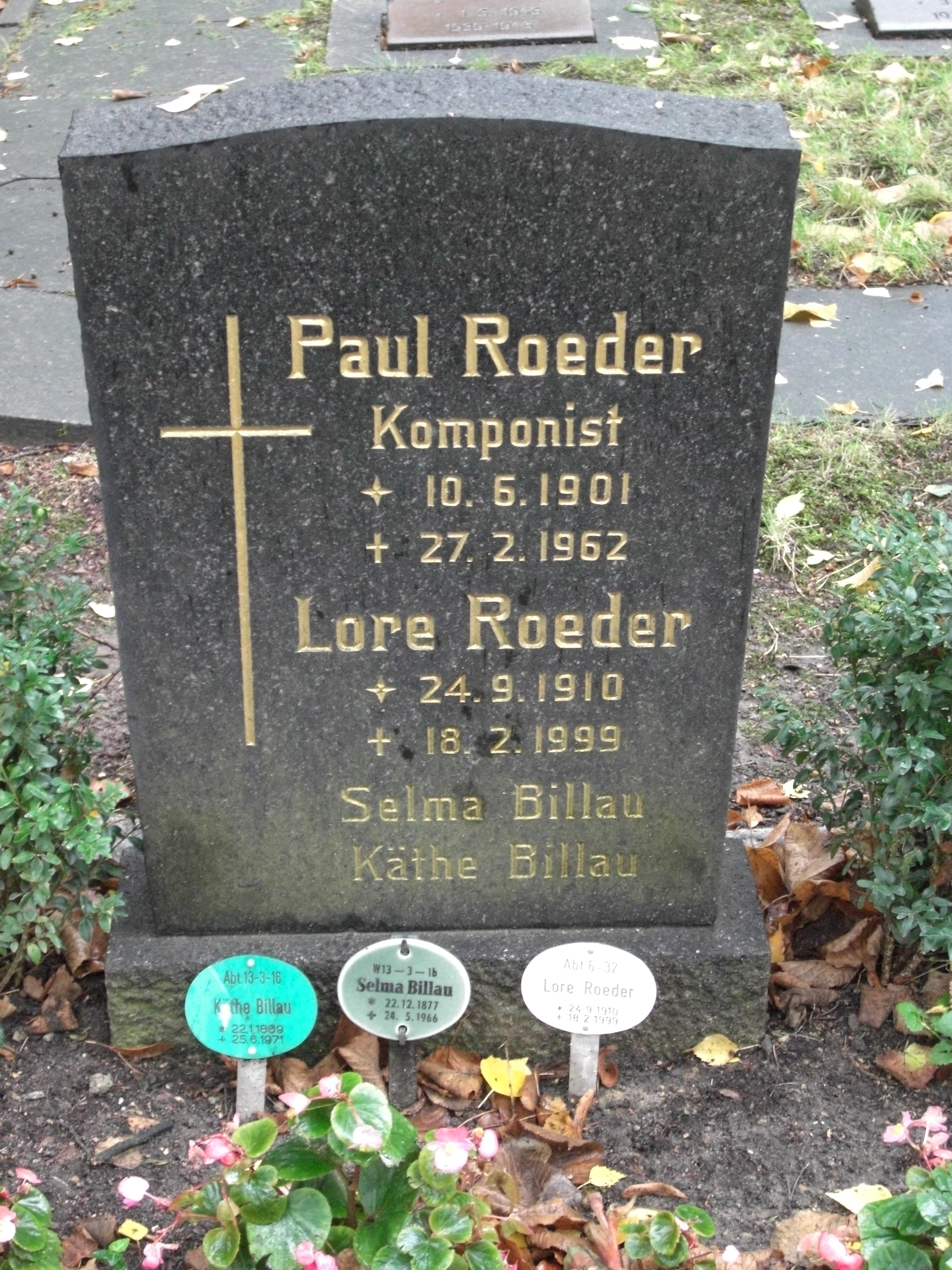
Grab von Paul Roeder; Berlin-Friedenau, Friedhof Stubenrauchstraße

Nach einer durch den Krieg bedingten Schaffenspause und dem Verlust aller seiner Werke, die auf der Flucht verlorengingen, ist ihm ein neues kompositorischen Schaffen nicht wieder gelungen. Von 1945 an waren seine Haupttätigkeit Orchestrierungen, Arrangements und Bearbeitungen (u. a. „Märkische Volkslieder“).
Roeder lebte von 1945 bis zu seinem Tode in Berlin-Friedenau.
Sein Grab befindet sich dort auf dem Friedhof Schöneberg III.

## Privates
Er heiratete 1936 in Berlin-Charlottenburg die Sekretärin Lore Billau. 1938 wurde eine Tochter in Neustadt an der Weinstraße geboren.

## Werke
- Operette „Tanja“ (Libretto Eurenio)
- Singspiel „Gänsegret“ (Libretto E.R.Bethge)
- Orchestersuite „Am Fjord“
- „Lothringer Volkslieder“ – Arrangement
- „Märkische Volkslieder“ – Arrangement